# Etaux
Eteaux redirige ici.
Etaux, et à partir du 1er janvier 2026 Eteaux, est une commune française située dans le département de la Haute-Savoie, en région Auvergne-Rhône-Alpes.

## Géographie
Le territoire de la commune d'Etaux est situé dans le sud-est de la France, au centre du département de la Haute-Savoie, entre le nant de Moussy et le Foron, sur le versant nord du plateau des Bornes, dans le quart nord-ouest des Alpes françaises. Elle appartient à la région naturelle et historique du Faucigny qui se calque sur la vallée de l'Arve.
La commune se trouve à 2 km sud de la ville de La Roche-sur-Foron. L'autoroute A410 passe à côté du chef-lieu.

## Urbanisme

### Typologie
Au 1er janvier 2024, Etaux est catégorisée ceinture urbaine, selon la nouvelle grille communale de densité à sept niveaux définie par l'Insee en 2022.
Elle appartient à l'unité urbaine de Cluses, une agglomération intra-départementale regroupant 18  communes, dont elle est une commune de la banlieue,,. Par ailleurs la commune fait partie de l'aire d'attraction de Genève - Annemasse (partie française), dont elle est une commune de la couronne,. Cette aire, qui regroupe 158 communes, est catégorisée dans les aires de 700 000 habitants ou plus (hors Paris),.

### Occupation des sols
L'occupation des sols de la commune, telle qu'elle ressort de la base de données européenne d’occupation biophysique des sols Corine Land Cover (CLC), est marquée par l'importance des territoires agricoles (69,7 % en 2018), en diminution par rapport à 1990 (74 %). La répartition détaillée en 2018 est la suivante : 
zones agricoles hétérogènes (57,9 %), forêts (20,5 %), prairies (11,8 %), zones industrielles ou commerciales et réseaux de communication (6,9 %), zones urbanisées (2,9 %).
L'IGN met par ailleurs à disposition un outil en ligne permettant de comparer l’évolution dans le temps de l’occupation des sols de la commune (ou de territoires à des échelles différentes). Plusieurs époques sont accessibles sous forme de cartes ou photos aériennes : la carte de Cassini (XVIIIe siècle), la carte d'état-major (1820-1866) et la période actuelle (1950 à aujourd'hui).

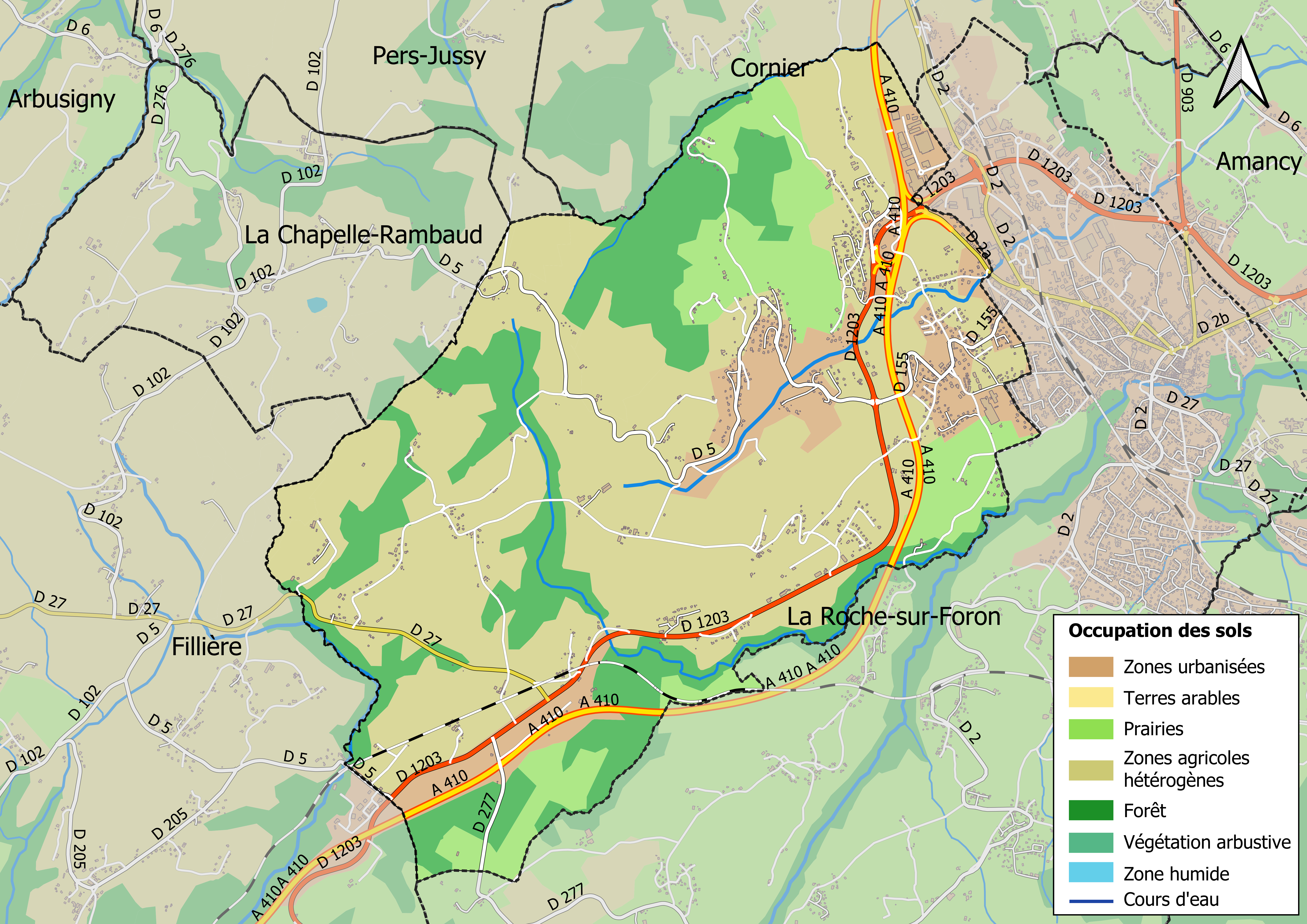
Carte des infrastructures et de l'occupation des sols en 2018 (CLC) de la commune.
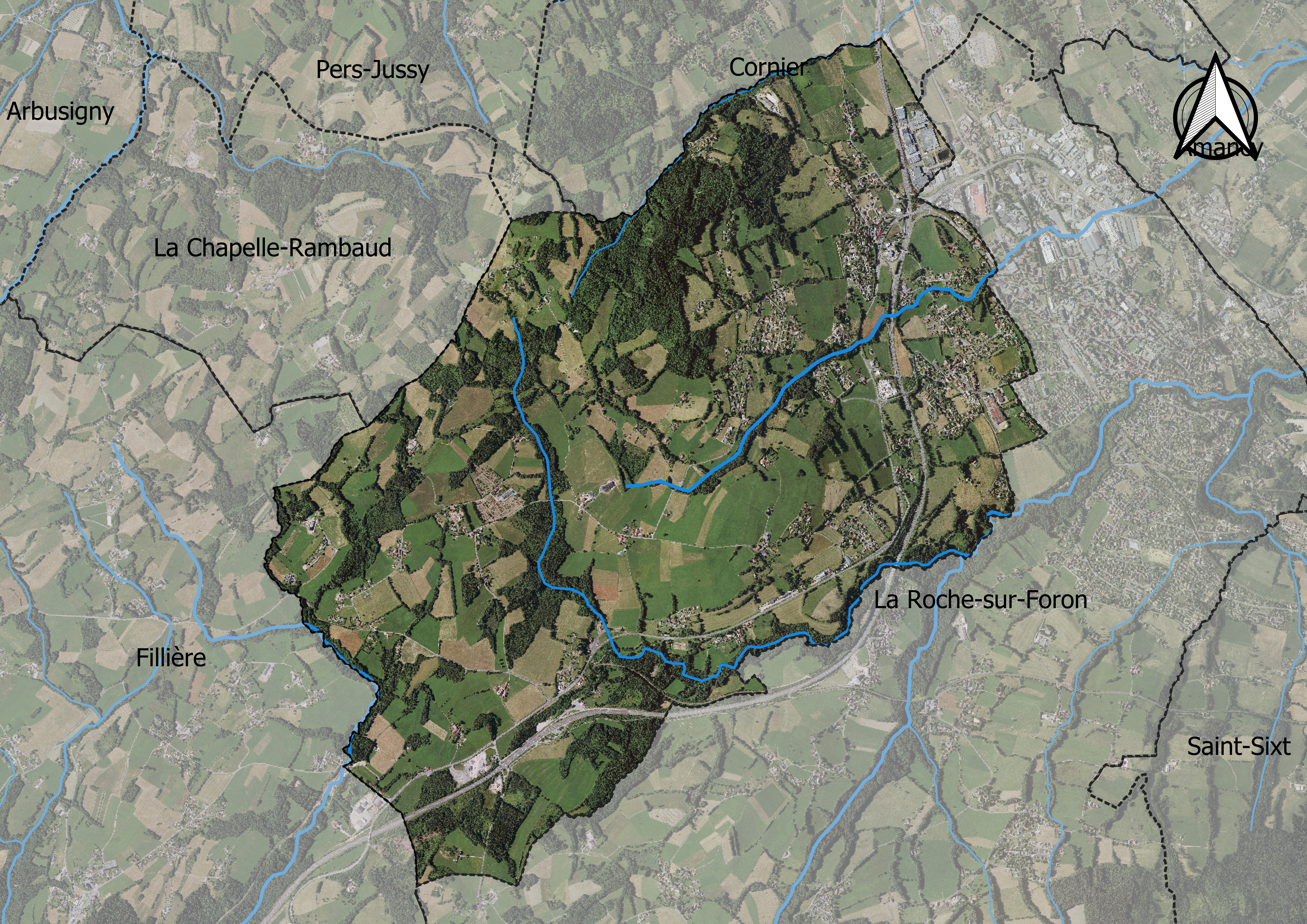
Carte orthophotogrammétrique de la commune.

## Toponymie
Le nom officiel de la commune est Etaux, selon le Code officiel géographique français,. Cependant, la mairie utilise la forme Eteaux. L'auteur de la notice sur la commune, dans l'Histoire des communes savoyardes (1980), rappelle que « « Eteaux » figure sur les documents officiels ou officieux (Dictionnaires des Postes), depuis 1885 environ, bien que l'orthographe ancienne Etaux n'ait jamais […] été officiellement modifiée ».
En francoprovençal, le nom de la commune s'écrit Étô, selon la graphie de Conflans.

## Histoire
La position de coteaux a favorisé, semble-t-il, l'implantation d'un habitat gallo-romain, notamment une villa relativement importante, au niveau des lieux-dits Pré Vaulet et Clos de Nay. Il semble toutefois avéré que ce fut un important point de passage à l'époque burgonde.
Situé à l'entrée du col d'Évires, sur l'antique voie romaine qui reliait Genève à Annecy, c'était un centre de péage pour la traversée des cols préalpins. Dans le passé, ont été retrouvés des traces de cette voie, et la tradition raconte qu'à la fin du XIXe siècle, un paysan aurait retrouvé en labourant son champ, un dépôt monétaire d'époque burgonde, composé de monnaies en or et en argent, qui vint partagé entre différents musées nationaux.
Lors des débats sur l'avenir du duché de Savoie, en 1860, la population est sensible à l'idée d'une union de la partie nord du duché à la Suisse. Une pétition circule dans cette partie du pays (Chablais, Faucigny, Nord du Genevois) et réunit plus de 13 600 signatures, dont 72 dans le village,. Le duché est réuni à la suite d'un plébiscite organisé les 22 et 23 avril 1860 où 99,8 % des Savoyards répondent « oui » à la question « La Savoie veut-elle être réunie à la France ? ».

## Politique et administration

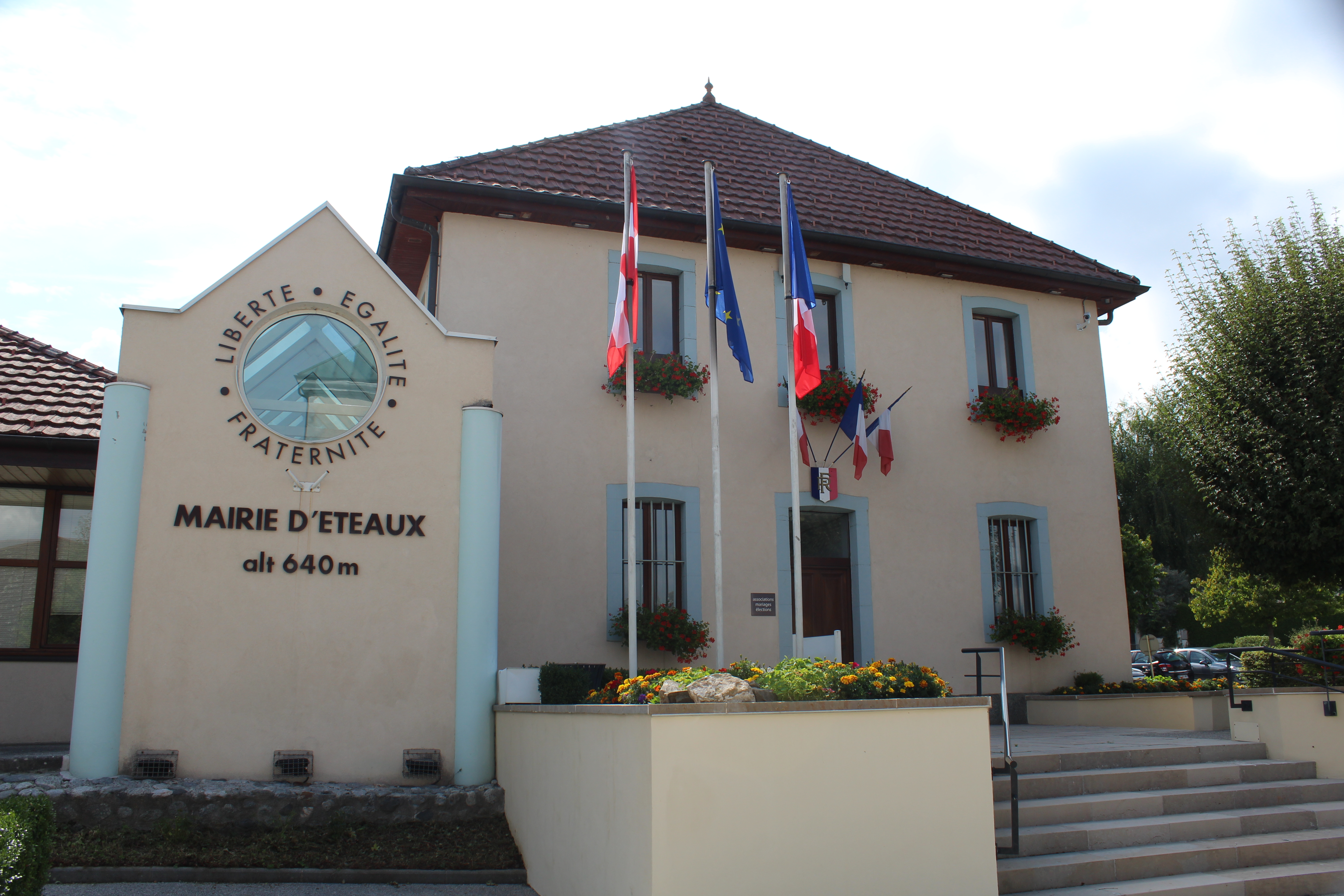
Mairie.

| Période                                  | Période                    | Identité        | Étiquette | Qualité                                     |
| ---------------------------------------- | -------------------------- | --------------- | --------- | ------------------------------------------- |
| Les données manquantes sont à compléter. |                            |                 |           |                                             |
| 1971                                     | 1978                       | Louis Bertolini |           |                                             |
| 1978                                     | 1983                       | Paul Demolis    |           |                                             |
| 1983                                     | 1989                       | Denis Duvernay  | DVD       |                                             |
| 1989                                     | 1995                       | Léon Bonnaz     |           |                                             |
| 1995                                     | 2008                       | Denis Duvernay  | DVD       | Conseiller général (2004-2015)              |
| 2008                                     | 2014                       | François Rosset |           |                                             |
| mars 2014                                | En cours (au janvier 2021) | David Ratsimba  | DVD       | Cadre, conseiller départemental depuis 2021 |

## Population et société

### Démographie
Les habitants de la commune sont appelés les Etaliens.

L'évolution du nombre d'habitants est connue à travers les recensements de la population effectués dans la commune depuis 1793. Pour les communes de moins de 10 000 habitants, une enquête de recensement portant sur toute la population est réalisée tous les cinq ans, les populations de référence des années intermédiaires étant quant à elles estimées par interpolation ou extrapolation. Pour la commune, le premier recensement exhaustif entrant dans le cadre du nouveau dispositif a été réalisé en 2008.

En 2022, la commune comptait 2 109 habitants, en évolution de +8,38 % par rapport à 2016 (Haute-Savoie : +6,01 %, France hors Mayotte : +2,11 %).
| 1793 | 1800 | 1806 | 1822 | 1838 | 1848 | 1858 | 1861 | 1866 |
| ---- | ---- | ---- | ---- | ---- | ---- | ---- | ---- | ---- |
| 402  | 548  | 546  | 608  | 523  | 563  | 597  | 633  | 664  |

| 1872 | 1876 | 1881 | 1886 | 1891 | 1896 | 1901 | 1906 | 1911 |
| ---- | ---- | ---- | ---- | ---- | ---- | ---- | ---- | ---- |
| 690  | 706  | 736  | 738  | 712  | 684  | 638  | 638  | 614  |

| 1921 | 1926 | 1931 | 1936 | 1946 | 1954 | 1962 | 1968 | 1975 |
| ---- | ---- | ---- | ---- | ---- | ---- | ---- | ---- | ---- |
| 603  | 604  | 612  | 558  | 527  | 579  | 527  | 450  | 519  |

| 1982 | 1990 | 1999  | 2006  | 2008  | 2013  | 2018  | 2022  | - |
| ---- | ---- | ----- | ----- | ----- | ----- | ----- | ----- | - |
| 638  | 878  | 1 090 | 1 520 | 1 640 | 1 843 | 2 012 | 2 109 | - |

### Religion
La paroisse est dédiée à saint André.

## Culture locale et patrimoine

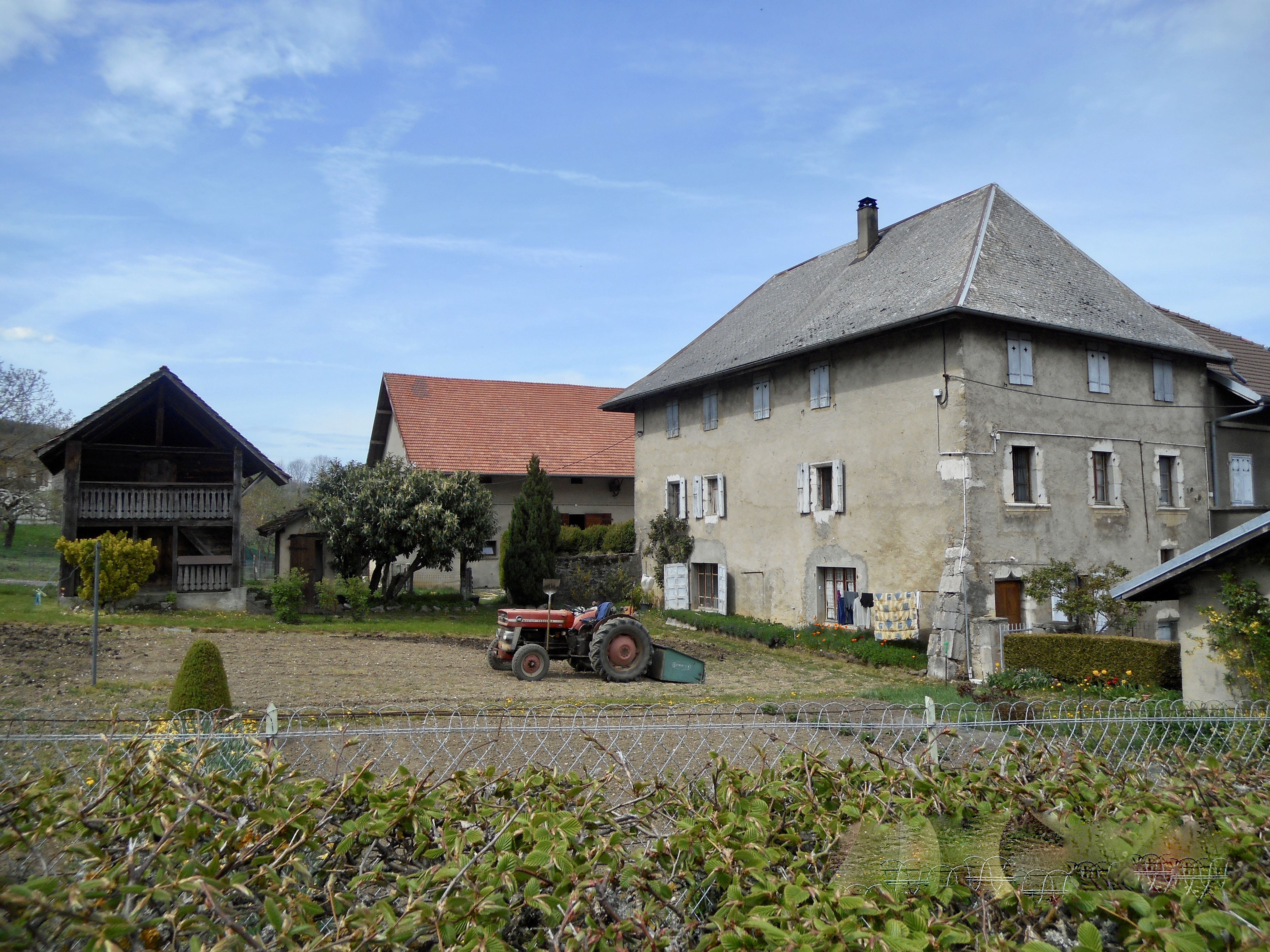
Ferme du chef-lieu, printemps 2019.

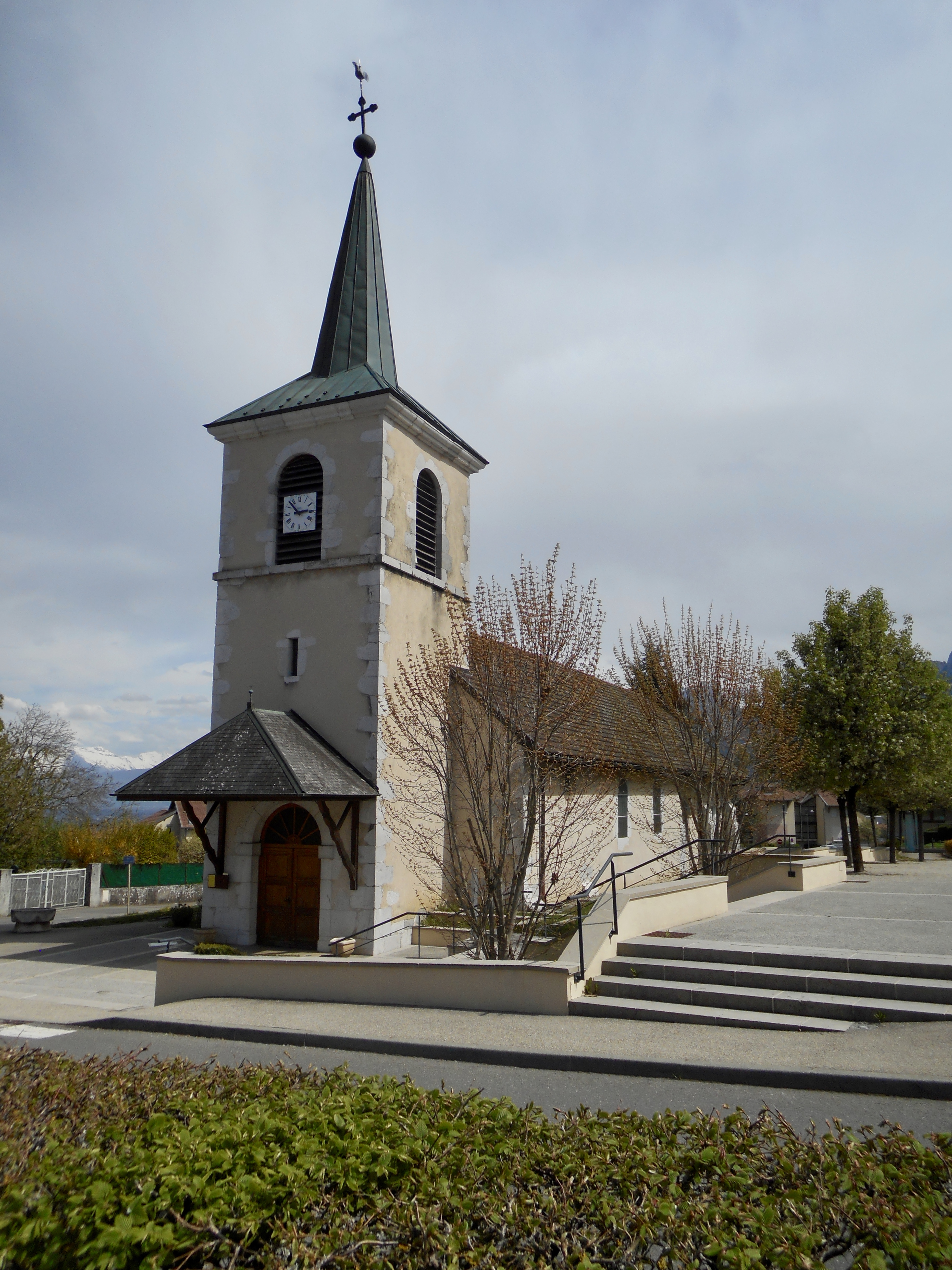
Clocher-porte de l'église Saint-André d'Etaux, printemps 2019

### Lieux et monuments
La commune d'Etaux possède un petit patrimoine :
- l'église Saint-André[2]. La première église est mentionnée au XVe siècle. Elle est détruite lors de l'intervention bernoise dans le duché de Savoie au siècle suivant. Elle est restaurée, gardant une chevet du XVe siècle agrandie en 1551 (inscription), avec notamment une nouvelle nef[2]. Son clocher-porche à flèche édifié en 1855.
- la chapelle des Crues.
- le château de Charny[2].
- un vieux tilleul, dit de Sully[2].

### Personnalités liées à la commune
- René-Alexandre Dupanloup, ancien évêque de Belley-Ars.
- Sandrine Levet, championne française d'escalade.
- Jean-Marc Gaillard, un fondeur français.